# De Nachtegaal (Baarn)
Villa De Nachtegaal is een beschermd gemeentelijk monument aan de Generaal Van Heutszlaan 10 in Baarn, in de provincie Utrecht. Het gebouw staat in het Prins Hendrikpark.
Het herenhuis met symmetrische voorgevel is rond 1885 gebouwd op grond van prins Hendrik de Zeevaarder. In die tijd heette de laan nog Hilversumse Straatweg, zoals het verlengde van de laan nu nog heet. In het midden van de uitbouw is een balkon met een nieuw hek. Tegen de rechtergevel en aan de achterzijde zijn uitbouwen gemaakt. De bovenlichten zijn voorzien van glas-in-lood versiering
Na de Tweede Wereldoorlog was in het pand een dansschool gevestigd, het was reden om de ingang van de rechter- naar de linkerzijde te verplaatsen. Later werd het gebruikt als kantoor.